# Okay Kwang Sisters
Okay Kwang Sisters (Hangul: 오케이 광자매; Hanja: 오케이 光姊妹; RR: Jeulgeoyoon Nameui Jib) también conocida como Revolutionary Sisters, es una serie de televisión surcoreana transmitida del 13 de marzo de 2021 hasta el 18 de septiembre de 2021 a través de KBS2.

## Sinopsis
El drama sigue a la familia Lee y su familia extendida, quienes se convierten en sopsechosos de un asesinato, después de que la madre de la familia muere durante el proceso de divorcio de Lee Cheol-soo.
Cheol-soo tiene tres hijas: Lee Gwang-nam, Lee Gwang-sik y Lee Gwang-tae. Debido a que es un hombre estricto con las reglas y los principios, sus hijas lo resienten.
La mayor, Gwang-nam, es una mujer orgullosa y egoísta, así como la niña de los ojos de su madre, por lo que es la que más resiente a su padre, ya que ha visto sufrir a su madre debido a él. La mediana, Gwang-sik, es una mujer inteligente funcionaria pública de principios que es considerada con los demás y la menor Gwang-tae, es una joven con habilidades en las artes marciales que trabaja a tiempo parcial y que noe stá interesada en el matrimonio.

## Reparto

### Personajes principales[6]
| Actor          | Personaje      | N.º de episodios | Notas |
| -------------- | -------------- | ---------------- | --- |
| Hong Eun-hee   | Lee Kwang-nam  | -                | Es la orgullosa y egoísta primera hija de Lee Cheol-soo. No se lleva bien con su padre por hacer sufrir a su madre y creció recibiendo el amor incondicional de ella. Más tarde cuando descubre que su esposo tiene una hija con otra mujer, decide divorciarse. Poco después conoce a Hwang Chun-gil, quien en realidad es un estafador y la engaña, antes de la boda Kwang-nam descubre la verdad y termina la relación. Más tarde comienza a trabajar en la tienda de pescado de su tía Oh Bong-ja y se adapta bien. Poco después descubre que no es la hija biológica de Lee Cheol-soo.                                       |
| Jeon Hye-bin   | Lee Kwang-shik | -                | Es la inteligente y recta segunda hija de Lee Cheol-soo, quien tiene un empleo gumernamental. Aunque toma descisiones equivocadas debido a que no recibió el amor de sus padres, es una mujer sabia y profundamente considerada. |
| Ko Won-hee     | Lee Kwang-tae  | -                | Es la tercera hija de Lee Cheol-soo, una mujer con una personalidad simple, refrescante y tranquila, con un rango de 11 dan en artes marciales. Ha vivido su vida tomando trabajos de medio tiempo sin haber sigo contratada para un trabajo a tiempo completo ni una vez. Asume todas las tendencias actuales en su vida, como permanecer soltera y seguir un estilo de vida "YOLO". |
| Yoon Joo-sang  | Lee Cheol-soo  | -                | Es el nieto mayor de la familia Lee y el padre de Lee Kwang-nam, Lee Kwang-shik y Lee Kwang-tae, con quienes entra en conflicto. Cuando se trata de moralidad tiene una personalidad tensa. |
| Kim Kyung-nam  | Han Ye-seul    | -                | Es una persona sentimental y graciosa que ha soñado en convertirse en un cantante de rock desde que era joven. A pesar de dejar la escuela y mudarse a Seúl para seguir sus sueños, se ha enfrentado a muchas dificultades. Es un experto en la guitarra y el canto. Aunque al inició no se lleva bien con Lee Kwang-shik, con quien tiene enfrentamientos, poco a poco se enamoran. Más tarde se revela que su padre es Han Dol-se y cuando descubre que está saliendo con Oh Bong-ja la rechaza, y le demuestra su odio, ya que es la mujer con la que su padre tuvo una aventura, lo que le ocasionó un gran dolor a su madre. |
| Seol Jung-hwan | Heo Ki-jin     | -                | Es un hombre con una personalidad brillante y se adapta rápidamente, proviene de una familia adinerada. Aunque al principio no trata bien a las mujeres esto cambia cuando conoce a Lee Kwang-tae, por quien se siente atraído y poco después se enamora profundamente. |
| Choi Dae-chul  | Bae Byun-ho    | -                | Es un exitoso abogado y el esposo de Lee Kwang-nam. Aunque quiere tener un hijo, sigue los deseos de su esposa, quien no desea tenerlos. |

### Personajes secundarios
| Actor          | Personaje      | N.º de episodios | Notas |
| -------------- | -------------- | ---------------- | --- |
| Lee Bo-hee     | Oh Bong-ja     | -                | Es la tía de Lee Kwang-nam, Lee Kwang-shik y Lee Kwang-tae, y hermana de Oh Taeng-ja. Es la propietaria de un edificio de una habitación. Ha estado enamorada de Han Dol-se por 35 años, con quien tuvo una aventura cuando él estaba casado. Cuando la pareja está lista para casarse, las cosas se complican cuando descubren que su sobrina Kwang-shik está saliendo con Han Ye-seul, el hijo de Dol-se. Ye-seul la odia por haber destruido a su familia y haber hecho que su madre sufriera. |
| Kim Hye-sun    | Oh Taeng-ja    | -                | Es la hermana de Bong-ja y tía de Lee Kwang-nam, Lee Kwang-shik y Lee Kwang-tae. Es una mujer que constantemente discute con su cuñado Lee Cheol-soo. |
| Hong Je-yi     | Oh Ttoo-gi     | -                | Es la hija de Oh Taeng-ja y prima de Lee Kwang-nam, Lee Kwang-shik y Lee Kwang-tae. |
| Lee Byung-joon | Han Dol-se     | -                | Es el padre de Han Ye-seul y amigo de Lee Cheol-soo. Ha estado enamorado de Oh Bong-ja por 35 años, con quien tuvo una aventura cuando estaba casado. Cuando la pareja está lista para casarse, las cosas se complican cuando descubren que su hijo Ye-seul está saliendo con la sobrina de Bong-ja, Lee Kwang-shik. |
| Joo Suk-tae    | Heo Poong-jin  | -                | Es el hermano mayor de Heo Ki-jin, un hombre que está cerca de construir un edificio con dinero que recaudó por medio de todo tipo de métodos. |
| Son Woo-hyun   | Na Pyeon-seung | -                | Es el esposo de Lee Kwang-shik. |
| Ha Jae-sook    | Shin Maria     | -                | Es la dueña del restaurante, tiene una hija. Poco después se revela que tuvo una aventura con Bae Byun-ho y que su hija era de él. Aunque intenta hacer que él este con ella, Byun-ho no está interesado. Más tarde muere. |
| Song Young-je  | -              | -                | Es el padre de Na Pyeon-seung. |
| Kim Na-yoon    | -              | -                | Es ela madre de Na Pyeon-seung. |
| Seo Yoon-ah    | -              | -                | Es la hermana mayor de Na Pyeon-seung. |
| Cheon Yi-seul  | Lee Tae-ri     | -                | |
| Lee Ji-wan     | Song Ah-reum   | -                | |
| Go Geon-han    | Byun Sa-chae   | -                | Es el mejor amigo de Heo Ki-jin. |

### Otros personajes
| Actor          | Personaje      | N.º de episodios | Notas |
| -------------- | -------------- | ---------------- | --- |
| Seo Do-jin     | Hwang Chun-gil | -                | Es un hombre que corteja a Lee Kwang-nam y cuando ella está pasando un mal momento después de descubrir la infidelidad e su esposo, él la apoya. La pareja se compromete, sin embargo antes de la boda Kwang-nam descubre que en realidad Chin-gil es un estafador y termina la relación. |
| Park Sun-woo   | Prof. Tak      | -                | Es un maestro. |
| Kim Ga-ran     | -              | -                | Es una compañera de trabajo de Lee Kwang-shik. |
| Baek Seung-hee | Bae Seul-cheo  | -                | Es la esposa del hermano mayor de Han Ye-seul. |
| Ji Sung-won    | -              | -                | Es la esposa de Sang Gan-nam. |
| Lee Sang-sook  | -              | -                | |
| Han Ji-wan     | Min Deul-re    |                  | [ 16 ] |

### Apariciones especiales
| Actor              | Personaje | N.º de episodios | Notas  |
| ------------------ | --------- | ---------------- | ------ |
| Sam Hammington     | -         | -                | [ 17 ] |
| William Hammington | -         | -                |        |
| Bentley Hammington | -         | -                |        |

## Episodios
La serie está conformada por cincuenta, los cuales fueron emitidos todos los sábados y domingos a las 7:55 p. m. (KST).
El 17 y 18 de abril de 2021 se emitirán episodios especiales, en lugar de los programados episodios 11 y 12. Mientras que el episodio 11 será emitido el 24 de abril.

### Ratings
Los números en color rojo indican las calificaciones más bajas, mientras que los números en azul indican las calificaciones más altas.
| Episodio | Parte    | Fecha de emisión         | Participación promedio de audiencia | Participación promedio de audiencia | Participación promedio de audiencia |
| Episodio | Parte    | Fecha de emisión         | AGB Nielsen                         | AGB Nielsen                         | TNmS                                |
| Episodio | Parte    | Fecha de emisión         | Nacional                            | Seúl                                | Nacional                            |
| -------- | -------- | ------------------------ | ----------------------------------- | ----------------------------------- | ----------------------------------- |
| 1        | 1        | 13 de marzo de 2021      | 20.3% (3.ª)                         | 19.8% (4.ª)                         | 17.7% (4.ª)                         |
| 1        | 2        | 13 de marzo de 2021      | 23.5% (2.ª)                         | 22.0% (2.ª)                         | 20.6% (2.ª)                         |
| 2        | 1        | 14 de marzo de 2021      | 23.4% (2.ª)                         | 22.8% (2.ª)                         | 21.9% (2.ª)                         |
| 2        | 2        | 14 de marzo de 2021      | 26.0% (1.ª)                         | 25.1% (1.ª)                         | 23.7% (1.ª)                         |
| 3        | 1        | 20 de marzo de 2021      | 21.1% (3.ª)                         | 20.3% (4.ª)                         | 18.9% (3.ª)                         |
| 3        | 2        | 20 de marzo de 2021      | 25.0% (2.ª)                         | 23.7% (2.ª)                         | 22.0% (2.ª)                         |
| 4        | 1        | 21 de marzo de 2021      | 24.4% (2.ª)                         | 22.4% (2.ª)                         | 21.5% (2.ª)                         |
| 4        | 2        | 21 de marzo de 2021      | 27.2% (1.ª)                         | 25.5% (1.ª)                         | 23.8% (1.ª)                         |
| 5        | 1        | 27 de marzo de 2021      | 22.2% (4.ª)                         | 20.6% (4.ª)                         | 19.0% (4.ª)                         |
| 5        | 2        | 27 de marzo de 2021      | 26.7% (2.ª)                         | 25.4% (2.ª)                         | 22.0% (2.ª)                         |
| 6        | 1        | 28 de marzo de 2021      | 24.5% (2.ª)                         | 23.2% (2.ª)                         | 21.2% (2.ª)                         |
| 6        | 2        | 28 de marzo de 2021      | 26.9% (1.ª)                         | 25.7% (1.ª)                         | 23.4% (1.ª)                         |
| 7        | 1        | 3 de abril de 2021       | 21.6% (2.ª)                         | 20.1% (2.ª)                         | NA                                  |
| 7        | 2        | 3 de abril de 2021       | 25.1% (1.ª)                         | 23.6% (1.ª)                         | NA                                  |
| 8        | 1        | 4 de abril de 2021       | 25.4% (2.ª)                         | 23.6% (2.ª)                         | 22.4% (2.ª)                         |
| 8        | 2        | 4 de abril de 2021       | 26.8% (1.ª)                         | 24.7% (1.ª)                         | 24.7% (1.ª)                         |
| 9        | 1        | 10 de abril de 2021      | 20.0% (2.ª)                         | 18.1% (2.ª)                         | 18.4% (2.ª)                         |
| 9        | 2        | 10 de abril de 2021      | 25.2% (1.ª)                         | 23.2% (1.ª)                         | 22.4% (1.ª)                         |
| 10       | 1        | 11 de abril de 2021      | 23.6% (2.ª)                         | 21.1% (2.ª)                         | 22.1% (2.ª)                         |
| 10       | 2        | 11 de abril de 2021      | 26.3% (1.ª)                         | 24.0% (1.ª)                         | 24.7% (1.ª)                         |
| 11       | 1        | 24 de abril de 2021      | 21.2% (2.ª)                         | 19.3% (2.ª)                         | 19.2% (2.ª)                         |
| 11       | 2        | 24 de abril de 2021      | 25.4% (1.ª)                         | 23.4% (1.ª)                         | 22.6% (1.ª)                         |
| 12       | 1        | 25 de abril de 2021      | 24.2% (2.ª)                         | 22.6% (2.ª)                         | 21.4% (2.ª)                         |
| 12       | 2        | 25 de abril de 2021      | 27.7% (1.ª)                         | 26.1% (1.ª)                         | 24.9% (1.ª)                         |
| 13       | 1        | 1 de mayo de 2021        | 22.8% (2.ª)                         | 21.5% (2.ª)                         | 19.3% (2.ª)                         |
| 13       | 2        | 1 de mayo de 2021        | 26.7% (1.ª)                         | 24.9% (1.ª)                         | 23.0% (1.ª)                         |
| 14       | 1        | 2 de mayo de 2021        | 24.7% (2.ª)                         | 24.0% (2.ª)                         | 22.2% (2.ª)                         |
| 14       | 2        | 2 de mayo de 2021        | 28.1% (1.ª)                         | 27.4% (1.ª)                         | 24.7% (1.ª)                         |
| 15       | 1        | 8 de mayo de 2021        | 20.2% (2.ª)                         | 19.4% (2.ª)                         | 18.1% (2.ª)                         |
| 15       | 2        | 8 de mayo de 2021        | 25.9% (1.ª)                         | 24.5% (1.ª)                         | 22.7% (1.ª)                         |
| 16       | 1        | 9 de mayo de 2021        | 26.2% (2.ª)                         | 24.4% (2.ª)                         | 22.0% (2.ª)                         |
| 16       | 2        | 9 de mayo de 2021        | 30.2% (1.ª)                         | 28.3% (1.ª)                         | 25.7% (1.ª)                         |
| 17       | 1        | 15 de mayo de 2021       | 24.6% (2.ª)                         | 22.9% (2.ª)                         | NA                                  |
| 17       | 2        | 15 de mayo de 2021       | 29.1% (1.ª)                         | 27.6% (1.ª)                         | NA                                  |
| 18       | 1        | 16 de mayo de 2021       | 28.9% (2.ª)                         | 27.3% (2.ª)                         | 25.1% (2.ª)                         |
| 18       | 2        | 16 de mayo de 2021       | 31.8% (1.ª)                         | 30.7% (1.ª)                         | 27.4% (1.ª)                         |
| 19       | 1        | 22 de mayo de 2021       | 23.2% (2.ª)                         | 22.2% (2.ª)                         | 20.3% (2.ª)                         |
| 19       | 2        | 22 de mayo de 2021       | 27.7% (1.ª)                         | 26.4% (1.ª)                         | 25.1% (1.ª)                         |
| 20       | 1        | 23 de mayo de 2021       | 27.6% (2.ª)                         | 25.9% (2.ª)                         | 25.0% (2.ª)                         |
| 20       | 2        | 23 de mayo de 2021       | 30.9% (1.ª)                         | 29.1% (1.ª)                         | 28.6% (1.ª)                         |
| 21       | 1        | 29 de mayo de 2021       | 25.0% (2.ª)                         | 24.5% (2.ª)                         | 20.8% (2.ª)                         |
| 21       | 2        | 29 de mayo de 2021       | 28.8% (1.ª)                         | 28.0% (1.ª)                         | 25.1% (1.ª)                         |
| 22       | 1        | 30 de mayo de 2021       | 27.5% (2.ª)                         | 26.4% (2.ª)                         | 24.5% (2.ª)                         |
| 22       | 2        | 30 de mayo de 2021       | 30.5% (1.ª)                         | 29.0% (1.ª)                         | 28.4% (1.ª)                         |
| 23       | 1        | 5 de mayo de 2021        | 21.5% (2.ª)                         | 20.5% (2.ª)                         | NA                                  |
| 23       | 2        | 5 de mayo de 2021        | 26.7% (1.ª)                         | 25.7% (1.ª)                         | NA                                  |
| 24       | 1        | 6 de mayo de 2021        | 26.5% (2.ª)                         | 24.7% (2.ª)                         | 22.1% (1.ª)                         |
| 24       | 2        | 6 de mayo de 2021        | 30.4% (1.ª)                         | 28.7% (1.ª)                         | 26.6% (1.ª)                         |
| 25       | 1        | 12 de junio de 2021      | 23.2% (2.ª)                         | 21.3% (2.ª)                         | 19.3% (2.ª)                         |
| 25       | 2        | 12 de junio de 2021      | 28.9% (1.ª)                         | 26.6% (1.ª)                         | 25.2% (1.ª)                         |
| 26       | 1        | 13 de junio de 2021      | 28.4% (2.ª)                         | 27.1% (2.ª)                         | 24.9% (2.ª)                         |
| 26       | 2        | 13 de junio de 2021      | 31.5% (1.ª)                         | 30.3% (1.ª)                         | 28.1% (1.ª)                         |
| 27       | 1        | 19 de junio de 2021      | 23.4% (2.ª)                         | 21.9% (2.ª)                         | NA                                  |
| 27       | 2        | 19 de junio de 2021      | 28.6% (1.ª)                         | 26.8% (1.ª)                         | NA                                  |
| 28       | 1        | 20 de junio de 2021      | 29.0% (2.ª)                         | 27.6% (2.ª)                         | 22.7% (2.ª)                         |
| 28       | 2        | 20 de junio de 2021      | 31.5% (1.ª)                         | 29.3% (1.ª)                         | 25.5% (1.ª)                         |
| 29       | 1        | 26 de junio de 2021      | 24.2% (2.ª)                         | 22.7% (2.ª)                         | NA                                  |
| 29       | 2        | 26 de junio de 2021      | 29.5% (1.ª)                         | 27.6% (1.ª)                         | NA                                  |
| 30       | 1        | 27 de junio de 2021      | 29.6% (2.ª)                         | 28.3% (2.ª)                         | 24.5% (2.ª)                         |
| 30       | 2        | 27 de junio de 2021      | 32.5% (1.ª)                         | 30.7% (1.ª)                         | 27.2% (1.ª)                         |
| 31       | 31       | 3 de julio de 2021       | 27.9% (1.ª)                         | 26.9% (1.ª)                         | NA                                  |
| 32       | 32       | 4 de julio de 2021       | 31.9% (1.ª)                         | 31.6% (1.ª)                         | 27.0% (1.ª)                         |
| 33       | 33       | 10 de julio de 2021      | 27.0% (1.ª)                         | 25.9% (1.ª)                         | NA                                  |
| 34       | 34       | 11 de julio de 2021      | 27.7% (1.ª)                         | 26.6% (1.ª)                         | 26.7% (1.ª)                         |
| 35       | 35       | 17 de julio de 2021      | 27.5% (1.ª)                         | 26.0% (1.ª)                         | NA                                  |
| 36       | 36       | 18 de julio de 2021      | 30.1% (1.ª)                         | 28.6% (1.ª)                         | 26.9% (1.ª)                         |
| 37       | 37       | 25 de julio de 2021      | 20.0% (1.ª)                         | 19.4% (1.ª)                         | 14.7% (1.ª)                         |
| 38       | 38       | 7 de agosto de 2021      | 24.3% (1.ª)                         | 23.7% (1.ª)                         | 19.6% (1.ª)                         |
| 39       | 39       | 8 de agosto de 2021      | 30.4% (1.ª)                         | 29.6% (1.ª)                         | 24.3% (1.ª)                         |
| 40       | 40       | 14 de agosto de 2021     | 28.2% (1.ª)                         | 27.2% (1.ª)                         | 23.6% (1.ª)                         |
| 41       | 41       | 15 de agosto de 2021     | 30.1% (1.ª)                         | 28.4% (1.ª)                         | 26.6% (1.ª)                         |
| 42       | 42       | 21 de agosto de 2021     | 29.8% (1.ª)                         | 28.8% (1.ª)                         | 26.0% (1.ª)                         |
| 43       | 43       | 22 de agosto de 2021     | 31.0% (1.ª)                         | 29.9% (1.ª)                         | 26.5% (1.ª)                         |
| 44       | 44       | 28 de agosto de 2021     | 28.9% (1.ª)                         | 28.1% (1.ª)                         | 23.6% (1.ª)                         |
| 45       | 45       | 29 de agosto de 2021     | 32.5% (1.ª)                         | 31.6% (1.ª)                         | 27.6% (1.ª)                         |
| 46       | 46       | 4 de septiembre de 2021  | 28.6% (1.ª)                         | 27.2% (1.ª)                         | 25.2% (1.ª)                         |
| 47       | 47       | 5 de septiembre de 2021  | 31.4% (1.ª)                         | 29.8% (1.ª)                         | 27.0% (1.ª)                         |
| 48       | 48       | 11 de septiembre de 2021 | 29.1% (1.ª)                         | 27.4% (1.ª)                         | 24.5% (1.ª)                         |
| 49       | 49       | 12 de septiembre de 2021 | 32.6% (1.ª)                         | 31.1% (1.ª)                         | 28.2% (1.ª)                         |
| 50       | 50       | 18 de septiembre de 2021 | 28.9% (1.ª)                         | 27.9% (1.ª)                         | 24.9% (1.ª)                         |
| Promedio | Promedio | Promedio                 | 26.88%                              | 25.46%                              | —                                   |

### Especiales
| Título     | Parte    | Fecha de emisión    | Participación promedio de audiencia | Participación promedio de audiencia | Participación promedio de audiencia |
| Título     | Parte    | Fecha de emisión    | AGB Nielsen                         | AGB Nielsen                         | TNmS                                |
| Título     | Parte    | Fecha de emisión    | Nacional                            | Seúl                                | Nacional                            |
| ---------- | -------- | ------------------- | ----------------------------------- | ----------------------------------- | ----------------------------------- |
| Especial 1 | 1        | 17 de abril de 2021 | 14.2% (2.ª)                         | 13.0% (2.ª)                         | 13.0% (2.ª)                         |
| Especial 1 | 2        | 17 de abril de 2021 | 13.1% (3.ª)                         | 12.4% (3.ª)                         | 11.3% (4.ª)                         |
| Especial 2 | 1        | 18 de abril de 2021 | 11.5% (4.ª)                         | 10.1% (6.ª)                         | 11.1% (4.ª)                         |
| Especial 2 | 2        | 18 de abril de 2021 | 10.9% (6.ª)                         | 9.7% (7.ª)                          | 10.9% (5.ª)                         |
| Promedio   | Promedio | Promedio            | -                                   | -                                   | -                                   |

## Música
El OST de la serie está conformado por las siguientes canciones:

### Parte 1
| No. | Intérpretes                                     | Canción                             | Letra       | Música      | Duración |
| --- | ----------------------------------------------- | ----------------------------------- | ----------- | ----------- | -------- |
| 1   | Kwon Song-hee, Shin Yu-jin, Ahn Lee-ho y Na-rae | "A Photonic Sister" (광자매 납신다) | Lee Nal-chi | Lee Nal-chi | 2:12     |

### Parte 2
| No. | Intérpretes      | Canción                   | Letra       | Música      | Duración |
| --- | ---------------- | ------------------------- | ----------- | ----------- | -------- |
| 1   | This Flying Fish | "Suspicion" (타이틀 의심) | Lee Nal-chi | Lee Nal-chi | 3:07     |

### Parte 3
| No. | Intérpretes  | Canción           | Letra                   | Música                  | Duración |
| --- | ------------ | ----------------- | ----------------------- | ----------------------- | -------- |
| 1   | Bernard Park | "Propose"         | Beomju Kim y Sihyuk Kim | Beomju Kim y Sihyuk Kim | 2:45     |
| 2   |              | "Propose" (Inst.) | Lee Nal-chi             | Beomju Kim y Sihyuk Kim | 2:45     |

### Parte 4
| No. | Intérpretes | Canción                                  | Letra           | Música | Duración |
| --- | ----------- | ---------------------------------------- | --------------- | ------ | -------- |
| 1   | Chaewoon    | "My Heart Rushes" (마음이 스르륵 (채운)) | Kyungyoung Yoon | Hmi    | 3:07     |
| 2   |             | "My Heart Rushes" (Inst.)                | Lee Nal-chi     | Hmi    | 3:07     |

### Parte 5
| No. | Intérprete | Canción                    | Letra      | Música | Duración |
| --- | ---------- | -------------------------- | ---------- | ------ | -------- |
| 1   | Chuu       | "Loving U" (좋아서 좋아해) | Yoon Kyung | Humi   | 2:51     |
| 2   |            | "Loving U" (Inst.)         | -          | -      | 2:51     |

### Parte 6
| No. | Intérprete    | Canción                        | Letra                                                                     | Música                                                           | Duración |
| --- | ------------- | ------------------------------ | ------------------------------------------------------------------------- | ---------------------------------------------------------------- | -------- |
| 1   | Lee Chang-min | "Sound Of Farewell" (이별소리) | Museong, Playing Children (de high seAson) y Lim Ki-beom (de high seAson) | Playing Children (de high seAson) y Lim Ki-beom (de high seAson) | 4:09     |
| 2   |               | "Sound Of Farewell" (Inst.)    | -                                                                         | -                                                                | 4:09     |

### Parte 7
| No. | Intérprete | Canción                          | Letra                    | Música                                     | Duración |
| --- | ---------- | -------------------------------- | ------------------------ | ------------------------------------------ | -------- |
| 1   | Young Tak  | "Okay" (오케이)                  | Young-tak y Ji Kwang-min | Jeongyoung Kwak, Jeongsu Hong y Jaegyu Lee | 3:10     |
| 2   | Han Lim    | "I Will Go To You" (너에게 갈게) | Lim Han y Jungsu Hong    | Han Lim                                    | -        |
| 3   | Young Tak  | "Okay" (Inst.)                   | -                        | Jeongyoung Kwak, Jeongsu Hong y Jaegyu Lee | 3:10     |
| 4   | Han Lim    | "I Will Go To You" (Inst.)       | -                        | -                                          | -        |

### Parte 8
| No. | Intérprete | Canción                  | Letra                     | Música                    | Duración |
| --- | ---------- | ------------------------ | ------------------------- | ------------------------- | -------- |
| 1   | Jin-seong  | "Okidokiya" (오키도키야) | Algoboni y Honsu Sang-tae | Algoboni y Honsu Sang-tae | 2:30     |
| 2   |            | "Okidokiya" (Inst.)      | -                         | -                         | 2:30     |

### Parte 9
| No. | Intérprete    | Canción                              | Letra                     | Música                    | Duración |
| --- | ------------- | ------------------------------------ | ------------------------- | ------------------------- | -------- |
| 1   | Kim Kyung-nam | "Okidokiya (Rock Ver.)" (오키도키야) | Algoboni y Honsu Sang-tae | Algoboni y Honsu Sang-tae | 2:24     |
| 2   |               | "Okidokiya (Rock Ver.)" (Inst.)      | -                         | Algoboni y Honsu Sang-tae | 2:24     |

## Premios y nominaciones
| Año  | Categoría                                   | Premio                               | Nominado(a)   | Resultado |
| ---- | ------------------------------------------- | ------------------------------------ | ------------- | --------- |
| 2021 | Top Excellence Award, Actor                 | KBS Drama Award                      | Yoon Joo-sang | Nominado  |
| 2021 | Top Excellence Award, Actress               | KBS Drama Award                      | Hong Eun-hee  | Nominada  |
| 2021 | Excellence Award, Actor in a Serial Drama   | KBS Drama Award                      | Yoon Joo-sang | Ganó      |
| 2021 | Excellence Award, Actor in a Miniseries     | KBS Drama Award                      | Kim Kyung-nam | Nominado  |
| 2021 | Excellence Award, Actress in a Serial Drama | KBS Drama Award                      | Hong Eun-hee  | Ganó      |
| 2021 | Excellence Award, Actress in a Miniseries   | KBS Drama Award                      | Jeon Hye-bin  | Nominada  |
| 2021 | Best Supporting Actor                       | KBS Drama Award                      | Choi Dae-chul | Ganó      |
| 2021 | Best Young Actress                          | KBS Drama Award                      | Hong Je-yi    | Nominada  |
| 2021 | Best OST in Korean Drama                    | 16th Seoul International Drama Award | Young Tak     | Ganó      |

## Producción
La serie fue creada por KBS Drama Production y también es conocida como A Happy Other's House, Pleasant People's House, Someone Else’s Happy House, Okay Light Sisters y/o Revolutionary Sisters.
Es dirigida por Lee Jin-seo, quien contó con el apoyo de la guionista Moon Young-nam. Mientras que la producción estuvo en manos de Kim Sang-hwi y Ki Min-soo (de KBS Drama Headquarters), quienes contaron con la ayuda del productor ejecutivo Kang Byeong-taek (de la KBS).
Mientras que la composición fue realizada por Jang Young-kyu.
El primer tráiler de la serie fue mostrado el 31 de diciembre de 2020 durante la entrega de los premios 2020 KBS Drama Awards. [cita requerida]
La serie también contó con el apoyo de las compañías de producción Chorokbaem Media y Pan Entertainment.
El 13 de abril de 2021 los productores anunciaron que habían cerrado de inmediato la filmación del drama y habían hecho que todos los miembros del elenco y el equipo de producción se realizaran la prueba COVID-19, luego de que la actriz Hong Eun-hee tuviera contacto cercano con una persona que había dado positivo. También anunciaron que aunque las pruebas del elenco y el equipo de producción habían dado negativo, debido a que Eun-hee había entrado en contacto directo con la persona confirmada, se había puesto en cuarentena durante dos semanas como medida de seguridad. Por lo tanto, el drama tendría una pausa de una semana, con la transmisión de episodios especiales el 17 y el 18 de abril en lugar de los programados episodios 11 y 12. Mientras que el episodio 11 sería emitido el 24 de abril.

### Recepción
El 16 de abril de 2021, Good Data Corporation compartió su nueva clasificación de los dramas y miembros del elenco que generaron más revuelo durante la segunda semana del mismo mes. Las listas se compilaron a partir del análisis de artículos de noticias, publicaciones de blogs, comunidades en línea, videos y publicaciones en redes sociales sobre los dramas que están actualmente al aire o que saldrán al aire próximamente. La serie obtuvo el puesto número ocho en la lista de dramas más comentados de la semana.
El 28 de abril de 2021, Good Data Corporation compartió su nueva clasificación de los dramas y miembros del elenco que generaron más revuelo durante la semana del 19 al 25 de abril del mismo año. Las listas se compilaron a partir del análisis de artículos de noticias, publicaciones de blogs, comunidades en línea, videos y publicaciones en redes sociales sobre los dramas que están actualmente al aire o que saldrán al aire próximamente. La serie obtuvo el puesto número diez en la lista de los dramas populares.
El 8 de mayo de 2021, Good Data Corporation compartió su nueva clasificación de los dramas y miembros del elenco que generaron más revuelo durante la semana del 26 de abril al 2 de mayo del mismo año. Las listas se compilaron a partir del análisis de artículos de noticias, publicaciones de blogs, comunidades en línea, videos y publicaciones en redes sociales sobre los dramas que están actualmente al aire o que saldrán al aire próximamente. La serie obtuvo el puesto número diez en la lista de dramas más comentados de la semana.
El 16 de mayo de 2021, Good Data Corporation compartió su nueva clasificación de los dramas y miembros del elenco que generaron más revuelo durante la semana del 3 al 9 de mayo del mismo año. Las listas se compilaron a partir del análisis de artículos de noticias, publicaciones de blogs, comunidades en línea, videos y publicaciones en redes sociales sobre los dramas que están actualmente al aire o que saldrán al aire próximamente. La serie obtuvo el puesto número 9 en la lista de dramas más comentados de la semana.
El 18 de mayo de 2021, Good Data Corporation compartió su nueva clasificación de los dramas y miembros del elenco que generaron más revuelo durante la semana del 10 al 16 de mayo del mismo año. Las listas se compilaron a partir del análisis de artículos de noticias, publicaciones de blogs, comunidades en línea, videos y publicaciones en redes sociales sobre los dramas que están actualmente al aire o que saldrán al aire próximamente. La serie obtuvo el noveno puesto en la lista de dramas más comentados de la semana.
El 25 de mayo de 2021, Good Data Corporation compartió su nueva clasificación de los dramas y miembros del elenco que generaron más revuelo durante la semana del 17 al 23 de mayo del mismo año. Las listas se compilaron a partir del análisis de artículos de noticias, publicaciones de blogs, comunidades en línea, videos y publicaciones en redes sociales sobre los dramas que están actualmente al aire o que saldrán al aire próximamente. La serie obtuvo el puesto número 9 en la lista de dramas más comentados de la semana.
El 1 de junio de 2021, Good Data Corporation compartió su nueva clasificación de los dramas y miembros del elenco que generaron más revuelo durante la semana del 24 al 30 de mayo del mismo año. Las listas se compilaron a partir del análisis de artículos de noticias, publicaciones de blogs, comunidades en línea, videos y publicaciones en redes sociales sobre los dramas que están actualmente al aire o que saldrán al aire próximamente. La serie obtuvo el puesto número 9 en la lista de dramas más comentados de la semana.
El 8 de junio de 2021, Good Data Corporation compartió su nueva clasificación de los dramas y miembros del elenco que generaron más revuelo durante la primera semana de junio del mismo año. Las listas se compilaron a partir del análisis de artículos de noticias, publicaciones de blogs, comunidades en línea, videos y publicaciones en redes sociales sobre los dramas que están actualmente al aire o que saldrán al aire próximamente. La serie obtuvo el puesto número 8 en la lista de dramas más comentados de la semana.
El 16 de junio de 2021, Good Data Corporation compartió su nueva clasificación de los dramas y miembros del elenco que generaron más revuelo durante la semana de junio del mismo año. Las listas se compilaron a partir del análisis de artículos de noticias, publicaciones de blogs, comunidades en línea, videos y publicaciones en redes sociales sobre los dramas que están actualmente al aire o que saldrán al aire próximamente. La serie obtuvo el puesto número 7 en la lista de dramas más comentados de la semana.
El 23 de junio de 2021, Good Data Corporation compartió su nueva clasificación de los dramas y miembros del elenco que generaron más revuelo durante la tercera semana de junio del mismo año. Las listas se compilaron a partir del análisis de artículos de noticias, publicaciones de blogs, comunidades en línea, videos y publicaciones en redes sociales sobre los dramas que están actualmente al aire o que saldrán al aire próximamente. La serie obtuvo el puesto número 9 en la lista de dramas más comentados de la semana.
El 3 de julio de 2021, Good Data Corporation compartió su nueva clasificación de los dramas y miembros del elenco que generaron más revuelo durante la semana. Las listas se compilaron a partir del análisis de artículos de noticias, publicaciones de blogs, comunidades en línea, videos y publicaciones en redes sociales sobre los dramas que están actualmente al aire o que saldrán al aire próximamente. La serie obtuvo el puesto número 10 en la lista de dramas más comentados de la semana.
El 9 de agosto de 2021, Good Data Corporation compartió su nueva clasificación de los dramas y miembros del elenco que generaron más revuelo durante la semana. Las listas se compilaron a partir del análisis de artículos de noticias, publicaciones de blogs, comunidades en línea, videos y publicaciones en redes sociales sobre los dramas que están actualmente al aire o que saldrán al aire próximamente. La serie obtuvo el puesto número 9 en la lista de dramas más comentados de la semana.
El 18 de agosto de 2021, Good Data Corporation compartió su nueva clasificación de los dramas y miembros del elenco que generaron más revuelo durante la semana. Las listas se compilaron a partir del análisis de artículos de noticias, publicaciones de blogs, comunidades en línea, videos y publicaciones en redes sociales sobre los dramas que están actualmente al aire o que saldrán al aire próximamente. La serie uevamente obtuvo el puesto número 9 en la lista de dramas más comentados de la semana.
El 23 de agosto de 2021, Good Data Corporation compartió su nueva clasificación de los dramas y miembros del elenco que generaron más revuelo durante la semana. Las listas se compilaron a partir del análisis de artículos de noticias, publicaciones de blogs, comunidades en línea, videos y publicaciones en redes sociales sobre los dramas que están actualmente al aire o que saldrán al aire próximamente. La serie obtuvo el puesto número 7 en la lista de dramas más comentados de la semana.
El 5 de septiembre de 2021, Good Data Corporation compartió su nueva clasificación de los dramas y miembros del elenco que generaron más revuelo durante la semana. Las listas se compilaron a partir del análisis de artículos de noticias, publicaciones de blogs, comunidades en línea, videos y publicaciones en redes sociales sobre los dramas que están actualmente al aire o que saldrán al aire próximamente. La serie obtuvo el puesto número 7 en la lista de dramas más comentados de la semana.
El 8 de septiembre de 2021, Good Data Corporation compartió su nueva clasificación de los dramas y miembros del elenco que generaron más revuelo durante la semana. Las listas se compilaron a partir del análisis de artículos de noticias, publicaciones de blogs, comunidades en línea, videos y publicaciones en redes sociales sobre los dramas que están actualmente al aire o que saldrán al aire próximamente. La serie obtuvo el puesto número 6 en la lista de dramas más comentados de la semana.
El 16 de septiembre de 2021, Good Data Corporation compartió su nueva clasificación de los dramas y miembros del elenco que generaron más revuelo durante la semana. Las listas se compilaron a partir del análisis de artículos de noticias, publicaciones de blogs, comunidades en línea, videos y publicaciones en redes sociales sobre los dramas que están actualmente al aire o que saldrán al aire próximamente. La serie obtuvo el puesto número 7 en la lista de dramas más comentados de la semana.
El 23 de septiembre de 2021, Good Data Corporation compartió su nueva clasificación de los dramas y miembros del elenco que generaron más revuelo durante la semana. Las listas se compilaron a partir del análisis de artículos de noticias, publicaciones de blogs, comunidades en línea, videos y publicaciones en redes sociales sobre los dramas que están actualmente al aire o que saldrán al aire próximamente. La serie obtuvo el puesto número 8 en la lista de dramas más comentados de la semana.